# Каагвасу (департамент)

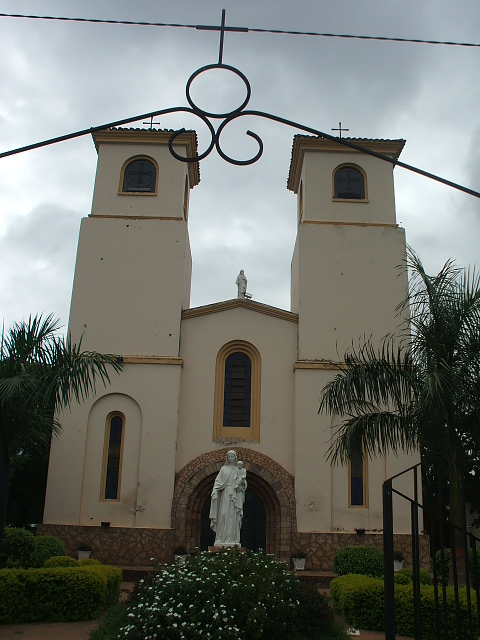
Церква в Коронель-Ов'єдо

Кааґуасу (ісп. Caaguazú) — департамент у центральній частині Парагваю, охоплює територію площею 11 474 км². Населення — 435 357 чол (2002), адміністративний центр — місто Коронель-Ов'єдо.

## Географія
Клімат — м'який і дощовий, Кааґуасу — один із найсприятливіших у Парагваї районів для сільського господарства. З півночі на південь департамент перетинає Кордильєра-де-Кааґуасу. Вона утворена невисокими пагорбами, висотою не більше 200 м, на сході досягає 250 м.

## Адміністративний поділ
Адміністративно поділена на 22 округи:

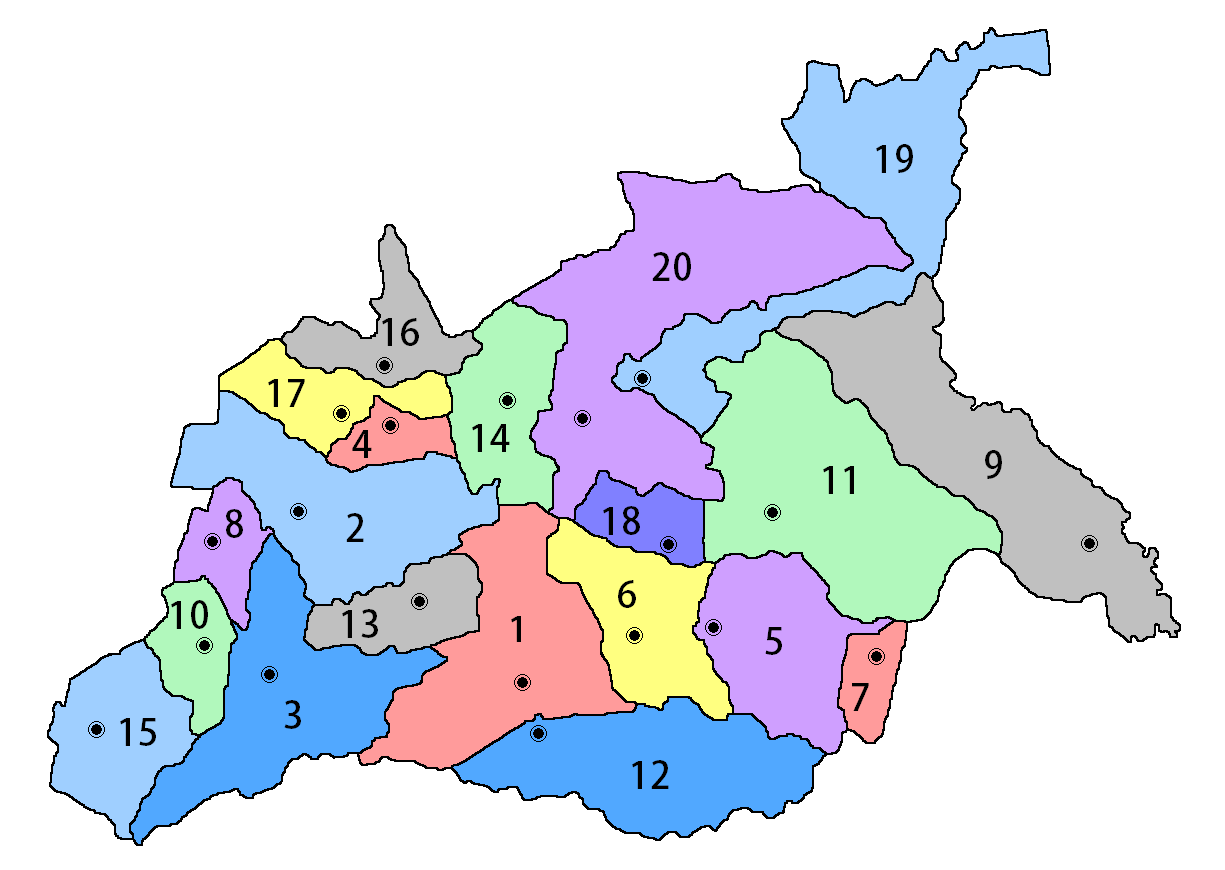
Округи департаменту Кааґуасу.

| Округ                                                                | Населення, чол. (2002) | Площа, км² | Округ                                                | Населення, чол. (2002) | Площа, км² | Округ                          | Населення, чол. (2002) | Площа, км² |
| -------------------------------------------------------------------- | ---------------------- | ---------- | ---------------------------------------------------- | ---------------------- | ---------- | ------------------------------ | ---------------------- | ---------- |
| 1 Кааґуасу (Caaguazú)                                                | 98136                  | 923        | 11 Рауль-Арсеніо-Ов'єдо (Raúl Arsenio Oviedo)        | 27734                  | 1379       | 21 Тембіяпора (Tembiaporá)     | 15648                  |            |
| 2 Карайяо (Carayaó)                                                  | 13 234                 | 920        | 12 Репатріясьйон (Repatriación)                      | 29503                  | 866        | 22 Нуева-Толедо (Nueva Toledo) | 6000                   |            |
| 3 Коронель-Ов'єдо (Coronel Oviedo)                                   | 84103                  | 876        | 13 Р. І. Трес-Корралес (RI Tres Corrales)            | 7666                   | 319        |                                |                        |            |
| 4 Доктор-Сесіліо-Баєс (Doctor Cecilio Báez)                          | 6173                   | 146        | 14 Сан-Хоакін (San Joaquín)                          | 14930                  | 483        |                                |                        |            |
| 5 Доктор Х. Еулохіо-Естігаррібія (Doctor J. Eulogio Estigarribia)    | 24634                  | 645        | 15 Сан-Хосе-де-Лос-Арройос (San José de los Arroyos) | 15299                  | 496        |                                |                        |            |
| 6 Доктор-Хуан-Мануель-Фрутос (Doctor Juan Manuel Frutos)             | 19128                  | 553        | 16 Санта-Роса-дель-Мбутуй (Santa Rosa del Mbutuy)    | 10989                  | 325        |                                |                        |            |
| '7' Хосе-Домінго-Окампос (José Domingo Ocampos)                      | 9198                   | 144        | '17' Симон-Болівар (Simón Bolívar)                   | 4938                   | 328        |                                |                        |            |
| 8 Ла-Пастора (La Pastora)                                            | 4440                   | 216        | 18 Трес-де-Фебреро (Tres de Febrero)                 | 8818                   | 214        |                                |                        |            |
| 9 Маріскаль-Франсиско-Солано-Лопес (Mariscal Francisco Solano López) | 7330                   | 1230       | 19 Вакерія (Vaquería)                                | 10 257                 | 1155       |                                |                        |            |
| 10 Нуева-Лондрес (Nueva Londres)                                     | 4110                   | 246        | 20 Йю (Yhú)                                          | 34737                  | 1584       |                                |                        |            |

## Економіка
Кааґуасу посідає 1-ше місце в країні за виробництвом маніоки, 2-ге місце за виробництвом бавовни і цукрової тростини та 4-те місце за виробництвом маїсу. Деревообробна промисловість та виробництво меблів.